# أحمد بن علي الصفوري
أحمد بن علي الصفوري الدمشقي (1569 - 3 فبراير 1634) (977 - 5 شعبان 1043) عالمٌ مسلم وأديبٌ شامي. ولد بدمشق وبها نشأ واشتغل بالعلم وقرأ العلوم الشرعية والعربية والتاريخ. وأصبح ذا معرفة تامة بالفقه واللغة والشعر. وكان فقيهاً أديباً شاعراً. واشتغل بالتدريس والقضاء في دمشق وحلب. من آثاره «مجاميع أربعة». توفي في دمشق عن عمر ناهز 65 عاماً. 